# Sportfive
Sportfive (écrit SPORTFIVE) est une agence de marketing sportif internationale basée en Allemagne avec des bureaux dans le monde entier. L'agence opère dans le conseil en sport, la vente de partenariats, le marketing et l'activation de sponsoring. Son siège social est situé à Hambourg, en Allemagne. Sportfive emploie environ 1 200 personnes et commercialise plus de 30 disciplines sportives différentes, notamment le football, le football américain, le baseball, le basketball, l'Esport et le gaming, le golf, le handball et le sport automobile. Depuis 2020, Sportfive fait partie de la société mondiale d'investissement H.I.G. Capital,.

## Histoire
En 1987, UFA GmbH a d'abord obtenu les droits de diffusion des matchs de Bundesliga (Championnat d'Allemagne de football) dans le cadre d'un accord avec la Fédération allemande de football (DFB), ainsi que les droits de diffusion des Championnats de Wimbledon. Cela a conduit au développement de l'activité de marketing des droits sportifs sous UFA Sports,.
Sportfive a été formé en 2001, après que l'acquisition conjointe de l'agence française de droits sportifs Groupe Jean-Claude Darmon SA (GJCD) par Canal+ et RTL Group ait été autorisée par la Commission européenne. Dans le cadre de l'accord, Canal+ et RTL ont fusionné leurs agences de droits sportifs respectives, Sport+ et UFA Sports, pour devenir Sportfive,.
La nouvelle agence formée a été l'une des premières en Allemagne à mettre en œuvre le sponsoring de droits de dénomination et soutient les entreprises dans l'acquisition de naming des stades depuis 2001. Par exemple, Sportfive a conclu l'accord qui a conduit au Volksparkstadion du Hambourg SV devenant l'AOL Arena. En 2001, Sportfive est devenue l'agence de marketing pour l'Arminia Bielefeld, ainsi que pour l'Atalanta Bergame,,.
En 2003, Sportfive a racheté son concurrent basé à Munich, ISPR, qui commercialisait les droits de la Bundesliga à l'étranger. Un an plus tard, RTL Group et Canal+ ont vendu leurs parts dans Sportfive à la société de capital-investissement Advent International. Dans le cadre de la prise de contrôle, une nouvelle société a été fondée dans laquelle le RTL Group détenait à nouveau une participation de 25 %. Deux ans plus tard, en novembre 2006, Sportfive a été rachetée par le conglomérat français Lagardère pour un montant estimé à 865 millions d'euros,. En 2008, Lagardère Sports a acquis environ 70 % des droits de vote et du capital de la World Sport Group (WSG) de Seamus O'Brien, une société de marketing sportif, de gestion d'événements et de médias en Asie, avec un portefeuille d'événements dans le golf, le football et le cricket,.
En 2005, Sportfive a été mandaté par la ville d'Hambourg pour coordonner les activités de marketing de la ville pour la Coupe du Monde de la FIFA 2006 en Allemagne. Par la suite, l'agence a commercialisé les droits télévisuels pour le Championnat d'Europe de football de l'UEFA 2008 et a organisé la vente du programme officiel d'hospitalité pour la Coupe du Monde de football de la FIFA 2010 en Afrique du Sud en Europe continentale. De plus, Sportfive a commercialisé les Championnats du monde d'athlétisme de 2009 à Berlin et a été nommé par le Comité international olympique (CIO) comme agence officielle des droits médiatiques pour les Jeux olympiques d'été de 2012 et 2016, ainsi que pour les Jeux olympiques d'hiver de 2014. Sportfive a également lancé la chaîne Sportdigital en coopération avec les ligues allemandes de handball, de basketball et de volleyball,.
En 2015, à la suite de l'acquisition des parts restantes de WSG par le groupe Lagardère, toutes les agences de marketing sportif du groupe, y compris Sportfive, WSG, IEC in Sports, Sports Marketing and Management (SMAM) et Lagardère Unlimited Inc., ont été intégrées à Lagardère Sports and Entertainment et rebaptisées Lagardère Sports,,.
En mai 2020, l'agence a été rebaptisée Sportfive à la suite de son rachat par H.I.G. Europe, une branche de la société internationale de capital-investissement et de gestion d'actifs H.I.G. Capital,. H.I.G. a acquis une participation de 75,1 % dans l'entreprise en avril 2020, et les actions restantes en juillet 2021,. La même année, Sportfive a fondé sa propre division esport. Depuis 2022, il existe une coopération avec l'organisation esport mondiale Gen.G. À la suite de cela, Sportfive a signé un accord de coopération avec Ampverse, ainsi que sa nomination en tant qu'agence de vente officielle de Fnatic pour des partenariats mondiaux.
Au printemps 2022, Sportfive a lancé son propre collectif de créateurs appelé SQVAD, axé sur l'Esport et le gaming, mais aussi sur d'autres secteurs comme la mode et la musique. Parmi les filiales de SQVAD figurent la société de gestion d'événements Event Knowledge Services (EKS), l'agence créative Brave et l'agence d'Esport basée en Allemagne, Build a Rocket, que Sportfive avait précédemment acquise en 2021.
En mai 2022, Sportfive a annoncé l'acquisition de l'agence de marketing axée sur la marque Wolfe Solutions. Dans le cadre de cette acquisition, Wolfe Solutions a été rebrandée sous la bannière de Sportfive et intégrée à l'organisation. De plus, Sportfive a étendu ses activités aux États-Unis en conservant les bureaux de Wolfe Solutions à Columbia et en Caroline du Sud.
En 2023, Sportfive et Dojo ont fondé la coentreprise Dravt, une agence de culture pop dans le domaine du sport,.

## Activités commerciales
Sportfive commercialise plus de 30 sports et campagnes marketing ainsi que des droits sponsoring pour divers clients du secteur sportif, tout en représentant également des athlètes internationaux. Cela comprend des services pour les détenteurs de droits et les entreprises et marques, tels que des stratégies de distribution, l'internationalisation, les panneaux publicitaires (virtuels) et la publicité dans les stades, le sponsoring de maillots, les droits médiatiques internationaux, le marketing des athlètes, les programmes d'hospitalité, les services de voyage, les campagnes de sponsoring créatives ainsi que des services axés sur le digital tels que la gestion des réseaux sociaux et des campagnes médias digitales et les innovations produit. De plus, l'agence soutient la réalisation de ces concepts avec des équipes basées dans les clubs respectifs,,.
L'agence est également courtier pour des événements sportifs tels que les Jeux olympiques et les événements multisports. Par exemple, les Jeux du Commonwealth australien ont conclu un partenariat à long terme avec Sportfive lors des préparatifs pour les Jeux du Commonwealth de Birmingham 2022. L'agence a également conclu l'accord pour que la Bank of America devienne le partenaire présentateur du Marathon de Boston en 2022.

### Basketball
Aux États-Unis, Sportfive a des partenariats avec les Lakers de Los Angeles,, les Knicks de New York et les Bulls de Chicago. La collaboration avec les Lakers a commencé en 2020 et a abouti au premier partenariat mondial des Lakers avec bibigo, une entreprise alimentaire coréenne. Sportfive était également à l'origine du partenariat des Lakers avec la société de gestion d'actifs DWS en tant que sponsor d'investissement mondial. Le logo de DWS peut être vu sur le Crypto.com Arena lors des matchs à domicile,. La même année, Sportfive a commencé à soutenir les Bulls de Chicago dans le développement d'un réseau de distribution mondial, par exemple pour étendre davantage la base de fans en France,.
Sportfive travaille avec le FC Bayern Munich Basketball et est à l'initiative de l'acquisition de sponsors et de partenaires, de la gestion des équipes et des projets pour le club ainsi que du marketing de son équipe esports,.

### Esports
En 2020, Sportfive a créé son propre département dédié à l'Esport et a acquis l'entreprise spécialisée dans ce domaine, Build A Rocket l'année suivante. Depuis 2022, il existe également une collaboration avec l'organisation internationale d'Esport Gen.G. En 2022, il a également été annoncé que Sportfive deviendrait l'agence de distribution officielle pour les partenariats internationaux de Fnatic.

### Football
Sportfive travaille avec différents détenteurs de droits nationaux et internationaux dans le football. Parmi ces détenteurs de droits figurent des associations de football telles que la FIFA, l'UEFA et la Confédération asiatique de football, ainsi que des ligues telles que la Premier League, la Bundesliga, la Serie A et la Barclays Women's Super League,.
Sportfive a accompagne plus de 17 grands clubs de football en Allemagne et est l'agence marketing pour plus de 70 clubs de football européens. Cela inclut des clubs tels que le FC Bayern Munich, le Borussia Dortmund, le Paris Saint-Germain Football Club, l'Olympique Lyonnais,, le RC Lens, le LOSC Lille, le Chelsea Football Club, l'Atlético Madrid et le Real Madrid CF.
Il existe également des collaborations avec des équipes nationales telles que l'équipe nationale masculine de football des États-Unis.
L'un des plus grands projets de Sportfive est la commercialisation et la distribution des packages d'hospitalité officiels pour l'UEFA Euro 2024, pour lequel l'UEFA a mandaté Hospitality Experience AG, une coentreprise entre Sportfive et Fortius AG,.

### Football américain
Sportfive soutient les Chiefs de Kansas City dans leur stratégie internationale, le développement de leurs actifs et le marketing commercial, notamment en élargissant leur présence et leur marketing en Allemagne. Les Jets de New York ont également conclu un partenariat avec Sportfive pour soutenir leur présence sur le marché au Royaume-Uni.

### Golf
L'agence a commercialisé les programmes d'hospitalité lors de la Ryder Cup 2014 en Écosse. Par l'acquisition de Gaylord Sports Management en 2012, Sportfive a accompagné des clients tels que les joueurs professionnels Phil Mickelson et Keegan Bradley. Sportfive a continué de développer ses activités dans le golf grâce à l'acquisition de la société d'événements de golf Jeff Sanders Promotion de Beaverton en 2012. En plus de la promotion de joueurs professionnels et de la gestion d'événements, l'agence propose également des partenariats d'équipement aux joueurs, par exemple avec la Callaway Golf Company, ou des vêtements TravisMathew et des chaussures Cuarter. En 2021, Sportfive a acquis la société de gestion, de conseil et de distribution d'événements de golf Global Golf Management.

### Handball
Pour la Fédération internationale de handball (IHF), Sportfive gère la commercialisation des droits médiatiques mondiaux et les droits marketing pour tous les Championnats du Monde de l'IHF jusqu'en 2031. Cela comprend les Championnats du monde masculins et féminins pour les jeunes et les seniors ainsi que les tournois de qualification olympique de l'IHF, les Championnats du monde de beach handball masculin et féminin de l'IHF et la Beach Handball Global Tour de l'IHF,.
De plus, Sportfive est l'agence de commercialisation des droits marketing de la Fédération française de handball. Dans le cadre de cet accord, Sportfive assiste la Fédération dans le développement de ses revenus de sponsoring en France et à l'étranger,.

### Autres sports
Sportfive travaille avec les Dodgers de Los Angeles et est chargé de trouver un partenaire naming pour le stade des Dodgers et d'assurer le premier partenariat de maillots pour la Ligues majeures de baseball.
En sports mécaniques, Sportfive travaille avec plusieurs séries de courses sur des stratégies commerciales et marketing. En Formule 1, Sportfive a travaillé avec Mercedes-Benz et Scuderia Ferrari, entre autres,.

## Structure de l'entreprise
L'entreprise est dirigée au niveau mondial par Stefan Felsing (Directeur Général), Philipp Hasenbein (Directeur des Opérations), Robert Müller von Vultejus (Directeur du développement) et Christian Peters (Directeur Financier). L'agence possède des bureaux à :
- Sud-Ouest asiatique : Émirats arabes unis,
- Asie-Pacifique : Japon, Corée du Sud, Singapour, Chine, Australie,
- Europe : Allemagne, Pologne, Hongrie, Espagne, Suisse, Pays-Bas, Royaume-Uni, France,
- États-Unis : New York, Columbia, Dallas, Scottsdale, Île de Saint-Simon, Washington, D.C.

### Activité, rentabilité, effectif
Chiffres clés de Sportfive Emea SAS, Boulogne-Billancourt, France :
|                                        | 2019 | 2020   | 2021  | 2022 |
| -------------------------------------- | ---- | ------ | ----- | ---- |
| Chiffre d'affaires en milliers d'euros | 160  | 57,8   | 74,1  | 113  |
| Résultat net en milliers d'euros       | 55,1 | - 17,2 | 0,363 | 6,2  |
| Effectif moyen annuel                  | 155  | 133    | 121   | 136  |

### Filiales
Les filiales de Sportfive comprennent, entre autres, les entreprises EKS, Brave et Build a Rocket,. Cette dernière est une agence spécialisée dans l'Esport qui fournit des conseils, des stratégies et des campagnes marketing pour les entreprises du secteur de l'Esport,. Brave est une société de production et fournit des services de développement créatif et de contenu, qui a produit par exemple Tipping Point de Rio Ferdinand. Basée en Suisse, EKS a été créée en 1998 dans le cadre d'un effort du CIO pour formaliser le transfert de connaissances d'un organisateur de Jeux Olympiques à l'autre et fournit l'exécution technique de la planification d'événements, de la production et des services opérationnels,.